# Östergötlands runinskrifter 234

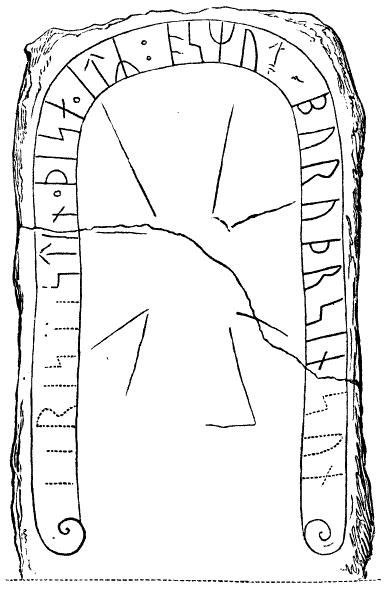
Renritning av runorna på Ög 234 av P.A. Säve (1862).

Ög 234 är en runsten som står om står rest på kyrkogården vid Östra Stenby kyrka.

## Stenen
Stenen består av rödgrå granit. Den är 1,6 m hög, 0,9 m bred, och 0,3 m tjock. Runhöjden är 11-12 cm.
Tillsammans med fem andra runstenar (Ög 232, Ög 233, Ög 235, Ög 236, och Ög ATA580/75) står den uppställd längs den gång som leder från kyrkogårdens västra ingång fram till kyrkans ingång genom tornet. Ytterligare en runsten, Ög 231, finns inne i kyrkan.

## Inskriften
Translitterering av runraden:
karl · rist · stin · þisa · itʀ · osmut · buruþu sin
Normalisering till runsvenska:
Karl ræist stæin þennsa æftiʀ Asmund, broður sinn.
Översättning till nusvenska:
Karl reste denna sten efter Asmund, sin broder.

## Historia
Ög 234 påträffades tillsammans med fem andra runstenar i grunden till det gamla medeltida kyrktornet när det revs vid ombyggnaden av kyrkan 1858-60. Ög 232-Ög 236  murades in i den södra korsarmens innerväggar (Ög 231 placerades på kyrkans vind och har sedermera placerats inne i kyrkan), med inskriptionerna synliga. När kyrkan återigen renoverades och byggdes om 1939 så togs runstenarna ut från muren och placerades på kyrkogården, tillsammans med en sjätte runsten,  Ög ATA580/75, som återfunnits liggande i kyrkans yttermur i vinkeln mellan långhuset och södra korsarmen.